# Gumieniec
Gumieniec is een plaats in het Poolse district  Bytowski, woiwodschap Pommeren. De plaats maakt deel uit van de gemeente Trzebielino en telt 240 inwoners.